# أنطونيو غوتيريش
أنطونيو مانويل دي أوليفيرا غوتيريش (من مواليد 30 أبريل 1949)، هو سياسي ودبلوماسي برتغالي وعضو في الحزب الاشتراكي البرتغالي. يشغل منذ عام 2017 منصب الأمين العام للأمم المتحدة، وهو الشخص التاسع الذي يحمل هذا اللقب. شغل منصب رئيس وزراء البرتغال من عام 1995 إلى عام 2002.
شغل غوتيريش منصب الأمين العام للحزب الاشتراكي من عام 1992 إلى عام 2002. وانتخب رئيسا للوزراء في عام 1995 وأعلن استقالته في عام 2002، بعد هزيمة حزبه في الانتخابات المحلية البرتغالية عام 2001. وبعد ست سنوات من الحكم دون أغلبية مطلقة وفي ظل اقتصاد ضعيف، كان أداء الحزب الاشتراكي أسوأ من المتوقع بسبب الخسائر في لشبونة وبورتو، حيث أشارت استطلاعات الرأي إلى تقدمه القوي. تولى إدواردو فيرو رودريغيز قيادة الحزب الاشتراكي في يناير 2002، لكن غوتيريس ظل رئيسًا للوزراء حتى خسارة الانتخابات العامة أمام الحزب الديمقراطي الاشتراكي بقيادة خوسيه مانويل باروزو. على الرغم من هذه الهزيمة، فقد صنفت استطلاعات الرأي العام البرتغالي في عامي 2012 و2014 غوتيريش كأفضل رئيس وزراء خلال الثلاثين عامًا الماضية.
شغل غوتيريش منصب رئيس الاشتراكية الدولية من 1999 إلى 2005، وكان المفوض السامي للأمم المتحدة لشؤون اللاجئين من 2005 إلى 2015. انتخب غوتيريش أمينًا عامًا للأمم المتحدة في أكتوبر 2016 خلفًا لبان كي مون في بداية العام التالي، ليصبح أول أوروبي يتولى هذا المنصب منذ كورت فالدهايم في عام 1981.

## الحياة المبكرة والتعليم والمهنة
وُلد أنطونيو غوتيريش في أبرشية سانتوس-أو-فيليو، في بلدية لشبونة بالبرتغال، وهو ابن فيرجيليو دياز غوتيريش (1913–2009) وإيلدا كانديدا دوس ريس أوليفيرا غوتيريش (1923–2021).
التحق غوتيريش بثانوية كامويش (المعروفة حاليًا باسم مدرسة كامويش الثانوية)، حيث تخرج عام 1965 وفاز بجائزة المدارس الثانوية الوطنية كأفضل طالب في البلاد. واصل دراسته في الفيزياء والهندسة الكهربائية في المعهد العالي للتكنولوجيا التابع للجامعة التقنية في لشبونة، وتخرج عام 1971. بعد ذلك، بدأ مسيرته الأكاديمية كأستاذ مساعد، حيث عمل بتدريس نظرية الأنظمة وإشارات الاتصالات، قبل أن يترك الحياة الأكاديمية وينتقل إلى العمل السياسي.
خلال سنوات دراسته الجامعية، انضم غوتيريش إلى مجموعة النور، وهو نادٍ للشباب الكاثوليك، حيث التقى بالأب فيتور ميليسياس، وهو كاهن فرنسيسكاني بارز ومدير كنسي. وقد بقي الأب ميليسياس صديقًا مقربًا وشخصًا موثوقًا به لغوتيريش.

## حياته الخاصة
تزوج غوتيريش من أخصائية العلاج النفسي للأطفال لويزا اميليا أي ميلو (1946-1998 ميلادية) في عام 1972 ميلادية. وأنجبت له طفلين وهما بيدرو قوميارايش أي ميلو غوتيريش (المولود عام 1977 ميلادية) ومارينا قوميارايش أي ميلو دي اوليفييرا (المولودة عام 1985 ميلادية). توفت زوجته إثر معاناة مع السرطان بينما كان لا يزال رئيساً للوزراء.
في عام 2001 ميلادية تزوج مرة ثانية من كاترينا ماركيس دي الميدا فاز بينتو (المولودة عام 1960 ميلادية) والتي شغلت منصب وزيرة الثقافة في البرتغال من العام 1997 وحتى العام 2000 ومن ثم مسؤولة الثقافة في مدينة لشبونة.
بالإضافة إلى لغته الأم البرتغالية، يتحدث غوتيريش اللغة الإنجليزية والإسبانية والفرنسية.

## رئيس وزراء البرتغال
لم يسع أنيبال كافاكو سيلفا إلى ولاية رابعة كرئيس وزراء البرتغال (من أجل الترشح للانتخابات الرئاسية لعام 1996) وفاز الحزب الاشتراكي في الانتخابات البرلمانية عام 1995. عين الرئيس سواريس غوتيريش رئيسًا للوزراء وأدى مجلس وزرائه اليمين الدستوري في 28 أكتوبر من ذلك العام.
بنى غوتيريش منصته الانتخابية على إحكام قبضته على الميزانية والتضخم في محاولة لضمان استيفاء البرتغال لمعايير تقارب اليورو بحلول نهاية العقد، فضلًا عن زيادة معدلات المشاركة في سوق العمل، وخاصةً بين النساء، تحسين تحصيل الضرائب واتخاذ إجراءات صارمة ضد التهرب الضريبي، زيادة مشاركة القطاعات المشتركة والطوعية في تقديم خدمات الرفاه، توفير الحد الأدنى المضمون من الدخل المطبق باستطلاع الموارد وزيادة الاستثمار في التعليم. كان آنذاك واحدًا من سبعة رؤساء وزراء من الحزب الاشتراكي الديمقراطي في الاتحاد الأوروبي، وانضم إلى الحلفاء السياسيين في إسبانيا والدنمارك وفنلندا والسويد واليونان وهولندا.

### فترة ولايته الأولى (1995-1999)
بأسلوب يختلف بشكل ملحوظ عن أسلوب سلفه، مبنيًا على أساس الحوار والنقاش مع جميع شرائح المجتمع، تمتع غوتيريش بشعبية كبيرة في سنواته الأولى في منصبه رئيسًا للوزراء. تمتعت البرتغال بتوسع اقتصادي أتاح للاشتراكيين تقليل عجز الميزانية مع زيادة الإنفاق على الرفاهية وإنشاء برامج تحويل نقدي مشروط جديدة. سرّعت حكومته أيضًا برنامج الخصخصة الذي بدأته حكومة كافاكو سيلفا: جرت خصخصة 29 شركة بين عامي 1996 و 1999، مع عائدات من الخصخصة في 1996-1997 أكبر من تلك التي كانت في السنوات الست السابقة، وانخفضت حصة القطاع العام من الناتج المحلي الإجمالي إلى النصف من 11٪ في 1994 إلى 5.5٪ بعد خمس سنوات. توسعت ملكية الأسهم أيضًا، إذ استثمر 800000 شخص في شركة برتغال تيليكوم عند خصخصتها في عام 1996 وتقدم 750.000 شخصًا للحصول على أسهم في شركة إليكترسيجاد دي برتغال. 
في عام 1998، ترأس غوتيريش إكسبو 98 في لشبونة، احتفالًا بالذكرى الـ 500 لرحلة فاسكو دا غاما. وفي عام 1998، أجري استفتاءين على مستوى البلاد. عُقد الاجتماع الأول في يونيو وسأل الناخبين عما إذا كان ينبغي تحرير قوانين الإجهاض. انقسم الحزب الاشتراكي حول قضية التحرير، وقاد غوتيريش الجانب المؤيد للحياة، والذي فاز في نهاية المطاف في الاستفتاء. وأجري استفتاء ثان في نوفمبر، وهذه المرة حول إضفاء طابع إقليمي في البر الرئيسي. أيد كل من غوتيريش وحزبه إصلاح إداري من هذا النوع لكن الناخبين رفضوه.
خلافًا لموقف حزبه وبعد إزالة المثلية الجنسية من قائمة الأمراض العقلية من قبل منظمة الصحة العالمية عام 1990، صرّح غوتيريش عام 1995 أنه «لا يحب المثلية الجنسية» وأنها موضوع «يثير إزعاجه».
فيما يتعلق بالسياسة الخارجية، شن غوتيريش حملة من أجل تدخل الأمم المتحدة في تيمور الشرقية في عام 1999، بعد أن دمرتها الميليشيات المدعومة من إندونيسيا عندما صوتت لصالح الاستقلال. وأنهى أيضًا المفاوضات التي استمرت 12 عامًا حول انتقال السيادة على ماكاو، التي كانت إمبراطورية برتغالية، إلى السيطرة الصينية في عام 1999.

## روابط خارجية
- أنطونيو غوتيريش على موقع IMDb (الإنجليزية)
- أنطونيو غوتيريش على موقع الموسوعة البريطانية (الإنجليزية)
- أنطونيو غوتيريش على موقع مونزينجر (الألمانية)
- أنطونيو غوتيريش على موقع إن إن دي بي (الإنجليزية)
- أنطونيو غوتيريش على موقع قاعدة بيانات الفيلم (الإنجليزية)
- أنطونيو غوتيريش على موقع كينوبويسك (الروسية)